# Cobalt Air
Cobalt Air war eine zyprische Fluggesellschaft mit Sitz in Nikosia und Basis auf dem Flughafen Larnaka.

## Geschichte
Die ehemalige staatliche Fluggesellschaft Cyprus Airways musste den Flugbetrieb am 9. Januar 2015 einstellen, nachdem die EU-Kommission entschieden hatte, dass sie unrechtmäßig Staatshilfen erhalten hatte. Daraufhin entschied die zyprische Regierung im Januar 2015, eine neue Gesellschaft zu gründen.
Am 1. Juni 2016 fand der erste Flug der Cobalt Air von Larnaka nach Athen statt. Am 17. Juni gab die Cyprus Mail bekannt, dass gegen das Schweizer Verwaltungsratsmitglied Urs Meisterhans Anklage wegen Verdacht auf Geldwäsche und Wertschriftenbetrugs erhoben wurde. Aufgrund einer EU-Richtlinie könnte der Fluggesellschaft deshalb die Lizenz entzogen werden. Urs Meisterhans ist in den Anlagebetrug von Florian Homm involviert.
Am Abend des 17. Oktober 2018 stellte Cobalt Air den Flugbetrieb ein. Mehrheitlich war die Fluglinie zuvor von chinesischen Investoren finanziert.

## Flugziele
Von Larnaka aus bot Cobalt Air Flüge nach Zielen in Europa an. 2017 sollten bereits Langstreckenflüge mit Airbus A330 nach China, Südafrika und Amerika stattfinden. Die Pläne wurden jedoch nie in die Tat umgesetzt. Dafür wurde das Streckennetz außerhalb Europas mit den Destinationen Moskau, Tel Aviv und Abu Dhabi erweitert.

## Flotte
Mit Stand Juli 2017 bestand die Flotte der Cobalt Air aus sechs Flugzeugen mit einem Durchschnittsalter von 12,9 Jahren:
| Flugzeugtyp     | Anzahl | Bestellt | Anmerkungen                     |
| --------------- | ------ | -------- | ------------------------------- |
| Airbus A319-100 | 2      |          | geleast von ACG und Jet Midwest |
| Airbus A320-200 | 4      |          | geleast von GECAS               |
| Gesamt          | 6      |          |                                 |